# Kurt Ueberschär

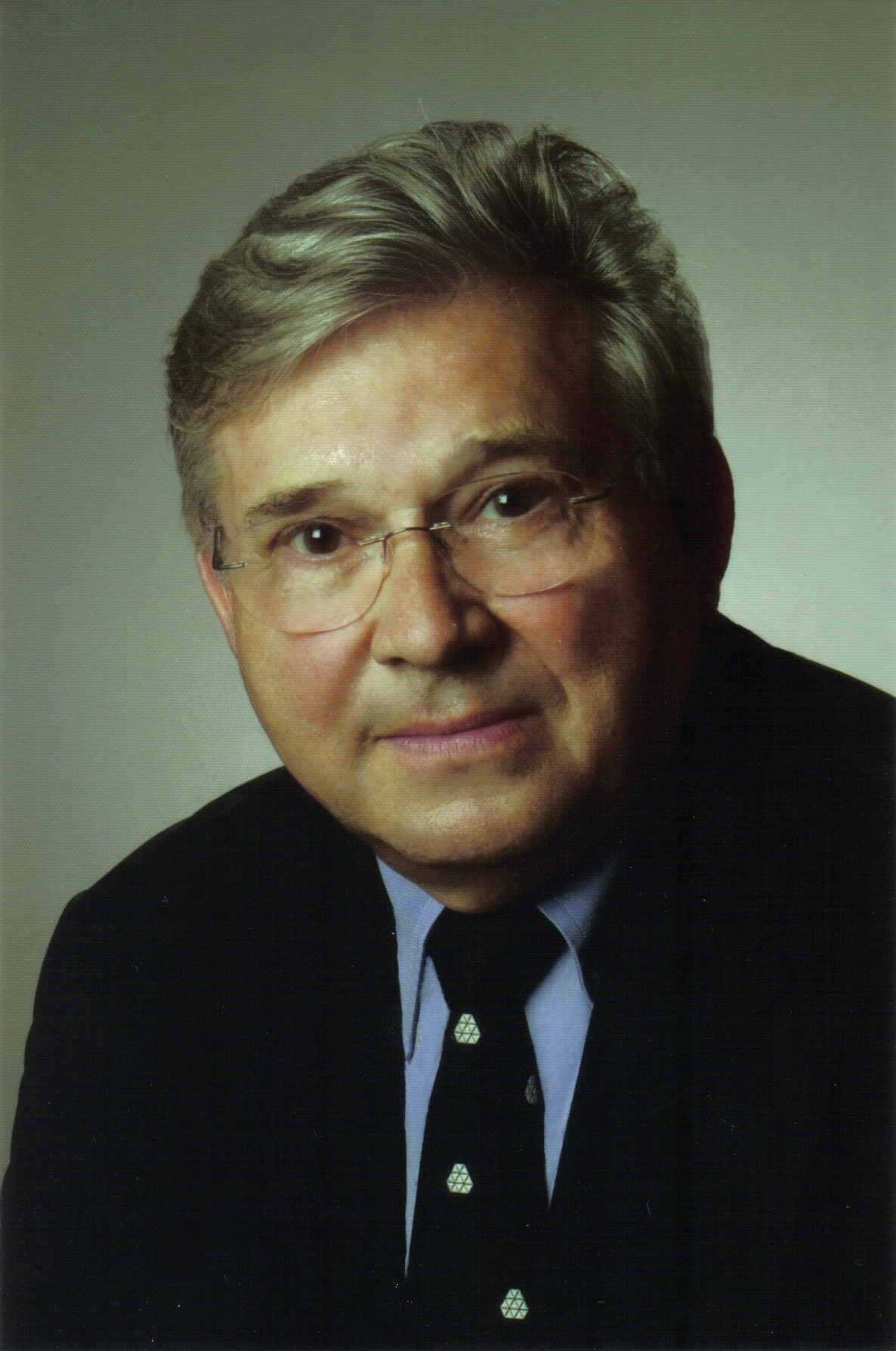
Kurt Ueberschär

Kurt Hermann Wilhelm Ueberschär (* 31. Oktober 1939 in Brieg/Schlesien) ist ein deutscher Jurist und Politiker (SPD, CSU, CDU, FDP).

## Leben
Nach dem Abitur 1959 am Gymnasium in Wolfenbüttel studierte Ueberschär Staats- und Rechtswissenschaften sowie Philosophie und Volkswirtschaftslehre an den Universitäten in Frankfurt am Main und Würzburg. 1963 legte er die Erste und 1968 die Zweite Juristische Staatsprüfung ab. 1970 wurde er in Würzburg mit dem Dissertationsthema Der staatliche und berufsgenossenschaftliche Betriebsschutz unter Berücksichtigung der Eisen- und Stahlindustrie zum Dr. jur. utr. promoviert. Er spricht neben Deutsch und Englisch auch Französisch.
Ueberschär arbeitete von 1969 bis 1970 bei der Rechtsabteilung der Bausparkasse Schwäbisch Hall. Seit November 1970 ist er als selbständiger Rechtsanwalt und Wirtschaftsjurist im bayerischen Weißenburg tätig. Bis 1990 war er Geschäftsführer der IBS-International Business Service-Dr. Ueberschär GmbH, einer Sozietätskanzlei in Nürnberg und Weißenburg.
Ueberschär trat 1968 in die SPD ein und war ab 1978 Vorstandsmitglied des SPD-Unterbezirks Roth. 1988 wechselte er zur CSU. Von 1997 bis 2015 war er Mitglied der CDU. Seit 2016 ist er Mitglied der FDP an seinem Wohnort Berlin.
Ueberschär trat bei der Bundestagswahl 1980 auf der Landesliste der SPD in Bayern an, scheiterte jedoch zunächst. Am 2. Februar 1981 rückte er dann für den ausgeschiedenen Abgeordneten Konrad Porzner in den Deutschen Bundestag nach und gehörte diesem bis zum Ende der Legislaturperiode 1983 an. Er war Mitglied im Rechtsausschuss des Deutschen Bundestages. Von 1984 bis 1990 war er Mitglied des Kreistages im Landkreis Weißenburg-Gunzenhausen.
Kurt Ueberschär ist verheiratet mit Elena Ueberschär.